# Stadtkirche St. Marien (Greiz)

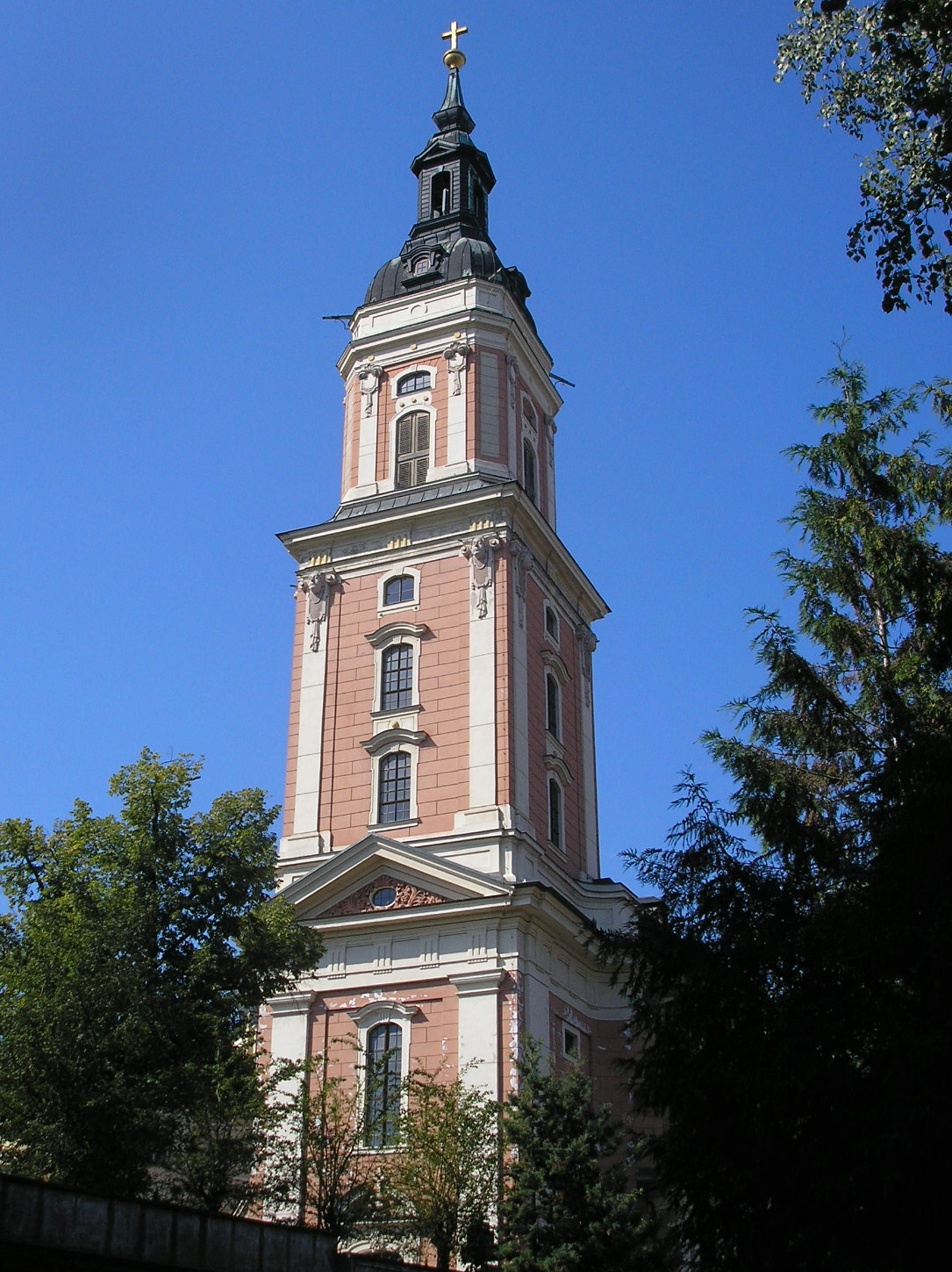
Turm der Stadtkirche St. Marien

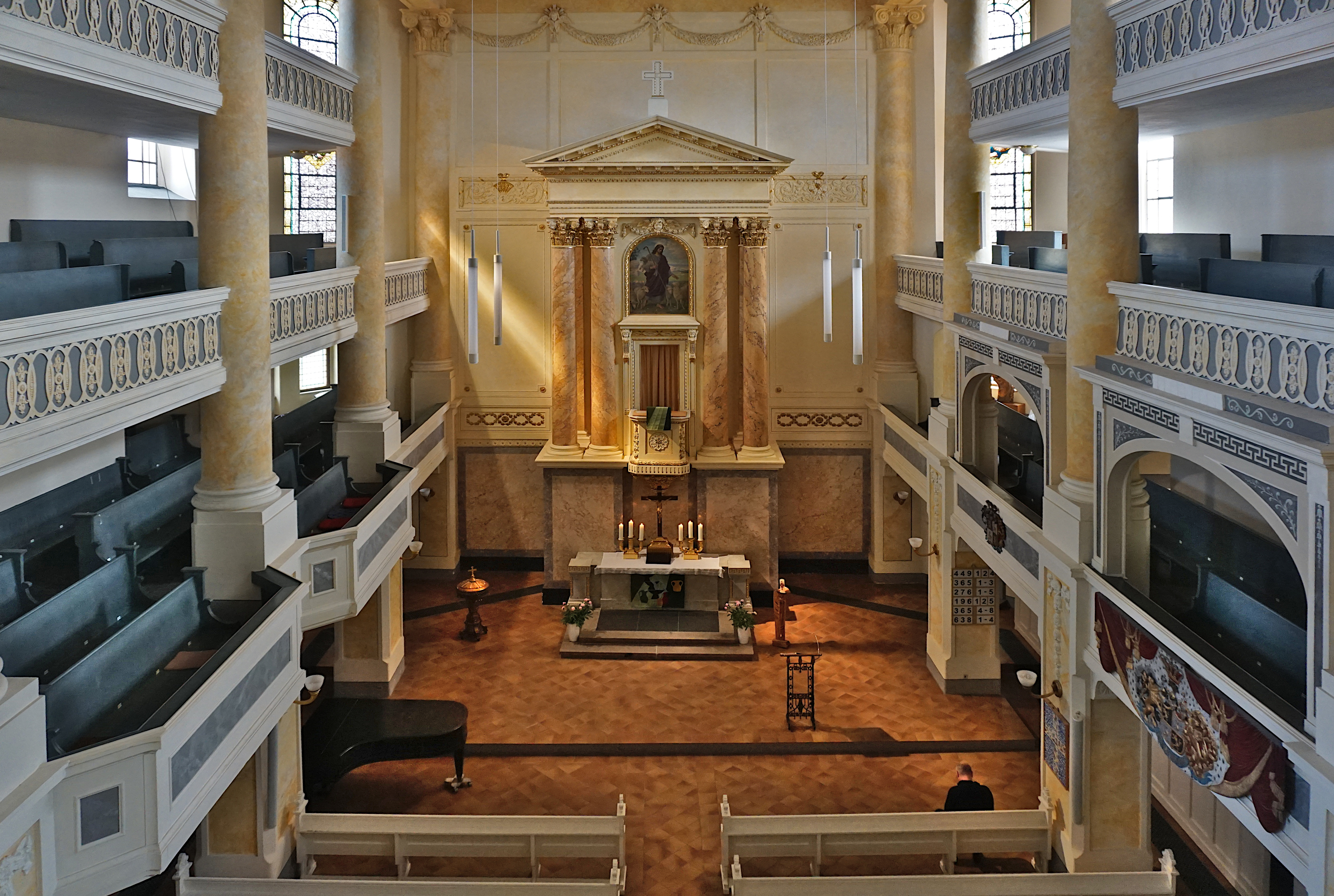
Der Innenraum der Stadtkirche

Die Stadtkirche St. Marien ist die größte evangelische Kirche der Stadt Greiz im Südosten von Thüringen und die Parochialkirche der Kirchgemeinde Greiz. Zusammen mit dem Unteren Schloss bildet sie ein innerstädtisches klassizistisches Ensemble. Die Kirche beherbergt die größte Orgel Ostthüringens und ist mit einer maximalen Kapazität von bis zu 812 Sitzplätzen der größte Versammlungsraum der Stadt Greiz.

## Geschichte
Die Baugeschichte des am heutigen Kirchplatz 2 befindlichen Kirchengebäudes beginnt mit einer um 1225 erstmals urkundlich belegten Chorturmkirche, die eine „Keimzelle“ der im Entstehen befindlichen mittelalterlichen Stadt darstellte.
Nach der Einführung der Reformation wurde das Gotteshaus zur evangelischen Stadtkirche. 1727 begannen umfassende Umbauten, die eine im Baustil des Barock verschwenderisch ausgestattete und im Grundriss und Größe erweiterte Hallenkirche entstehen ließen. 1736 konnte der Neubau mit einem ungewöhnlich hohen Ostturm vollendet werden. Die nun als Hofkirche der Fürsten Reuß ältere Linie genutzte Kirche fiel mit dem angrenzenden Pfarrhaus, Kirchplatz 3, und großen Teilen der Altstadt dem Stadtbrand von 1802 zum Opfer und brannte aus.
Als eines der ersten Wiederaufbauprojekte konnte man die noch im Bau befindliche Kirche 1805 neu weihen. Der noch als Ruine erhaltene markante Turm wurde dabei vorbildgetreu wiederhergerichtet, mit dem Aufsetzen der Turmhaube wurde der Wiederaufbau 1827 abgeschlossen.

## Innenraum

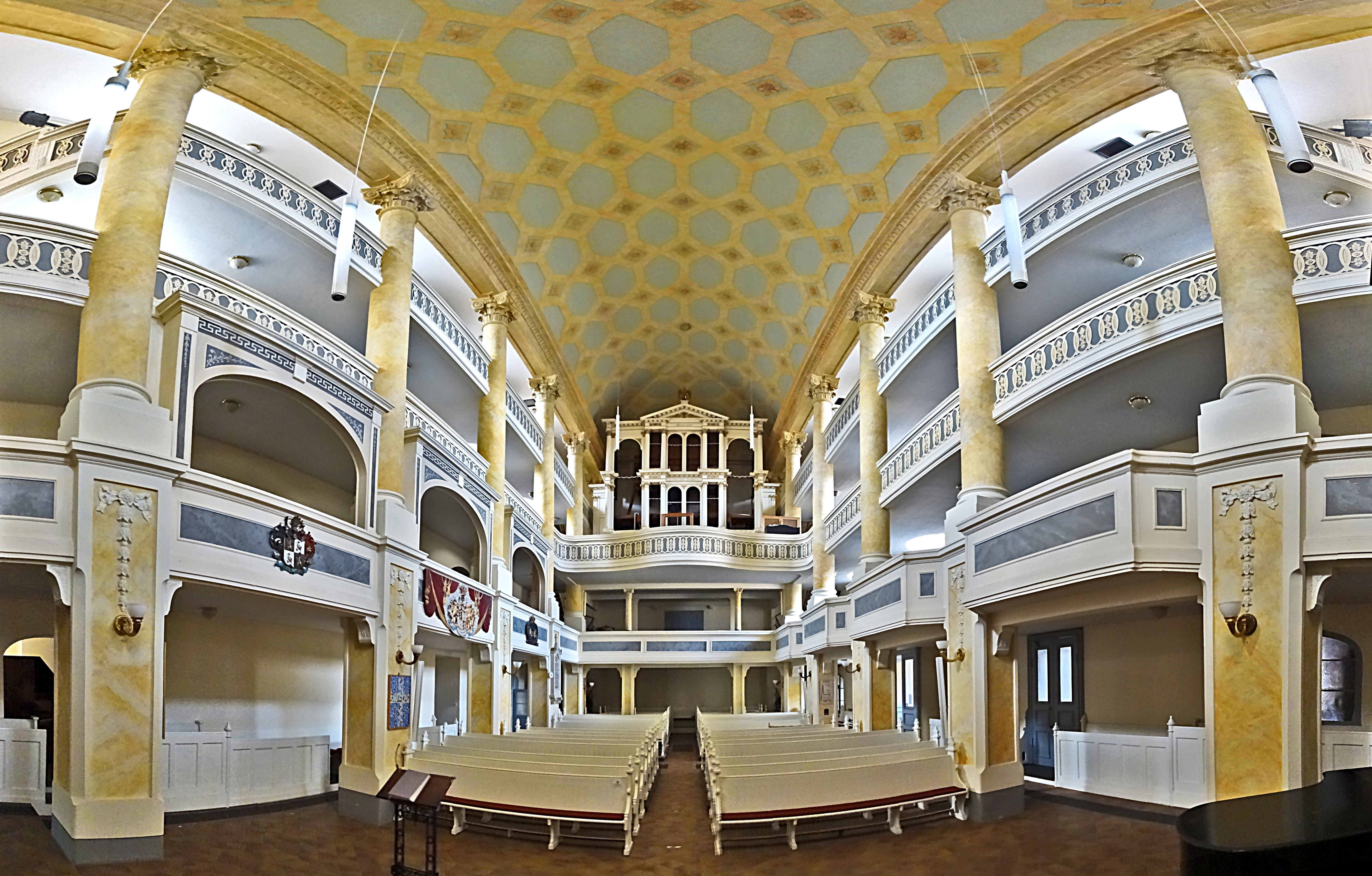
Innenraum-Panorama

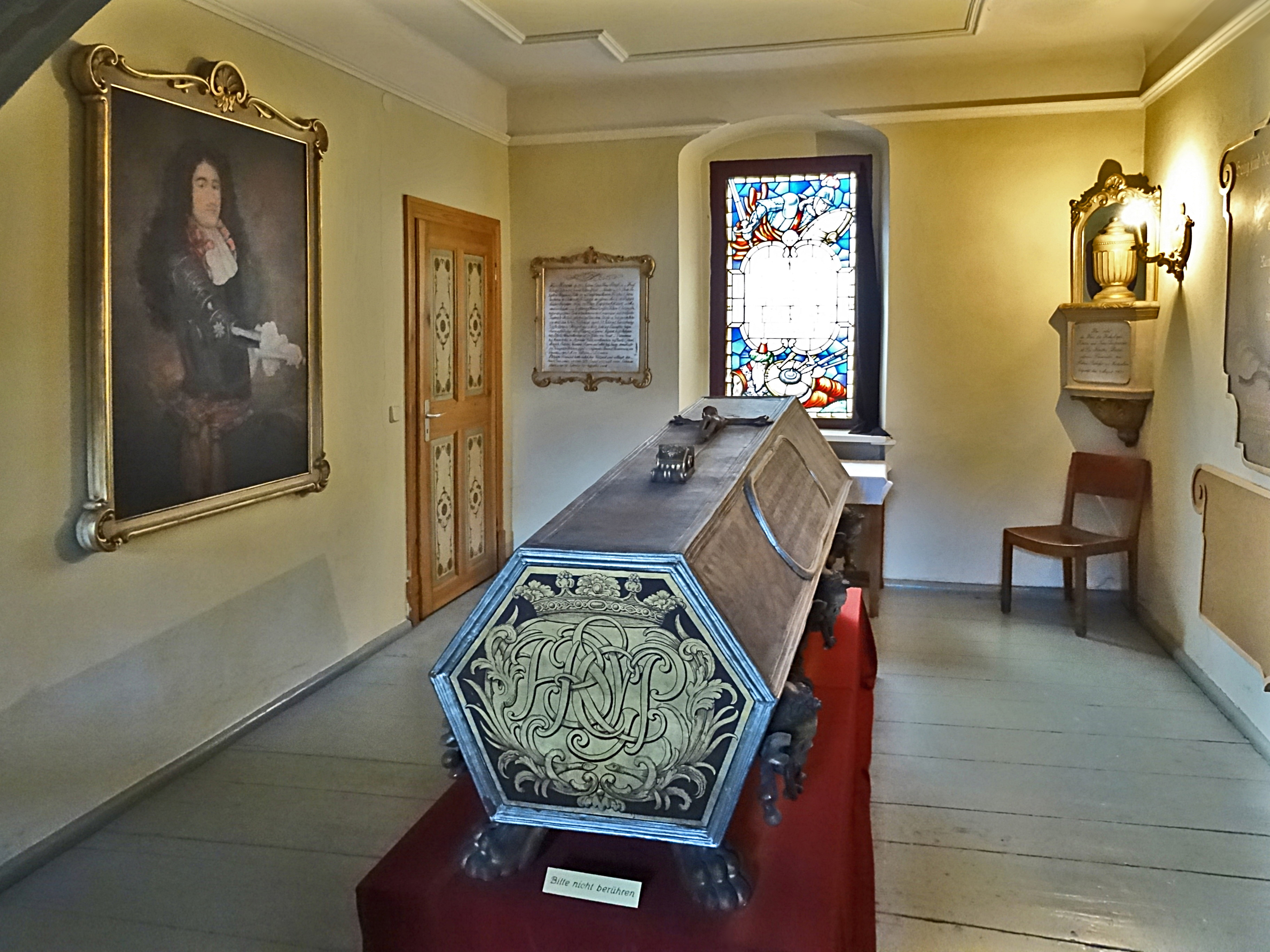
Prunksarg Heinrich VI.

Mit dem Innenausbau der Kirchenruine wurde 1804 begonnen, als die Statik des Gebäudes wiederhergestellt und das Dach errichtet waren. Das Innere der dreischiffigen Kirche wird durch mächtige korinthische Säulen unterteilt, zwischen denen drei Emporengeschosse lagern. Auf der ersten Empore befindet sich der Prunksarg Heinrich VI. Er dient auch zur Erinnerung an den in der Schlacht bei Zenta 1697 gefallenen Greizer Helden. Am Ostabschluss dieser ehemaligen Hofkirche befindet sich ein Kanzelaltar mit reicher klassizistischer Ausstattung.
Die bei normalen Veranstaltungen erreichte Kapazität der Kirche verteilt sich wie in der nachfolgenden Tabelle dargestellt auf den Innenraum. Bei Konzerten mit Orchester stehen im Hauptschiff 68 Sitzplätze und bei Veranstaltungen unter Nutzung der Mittelempore vor der Orgel 60 Sitzplätze weniger zur Verfügung.
|             | Links | Mitte | Rechts | Summe |
| ----------- | ----- | ----- | ------ | ----- |
| Hauptschiff | 17    | 248   | 20     | 285   |
| 1. Empore   | 97    | 70    | 50     | 217   |
| 2. Empore   | 71    | 73    | 46     | 190   |
| 3. Empore   | 71    | –     | 49     | 120   |
| Summe       | 256   | 391   | 165    | 812   |

## Orgel

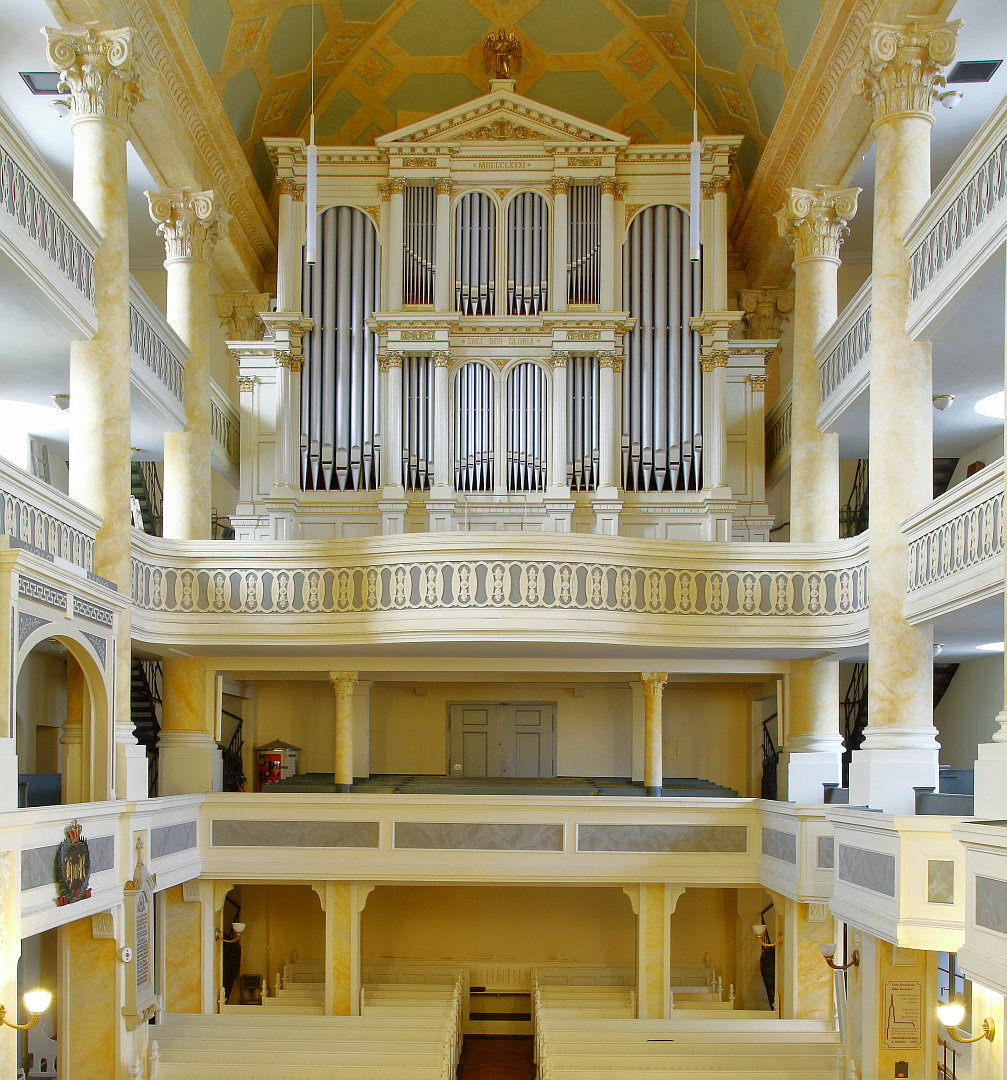
Kreutzbach-Jehmlich-Orgel

### Geschichte
Bereits im Jahr 1625 ist eine Orgel bezeugt. Die zwischen 1735 und 1739 von Gottfried Silbermann errichtete Orgel des Vorgängerbaus verbrannte beim großen Stadtbrand 1802 zusammen mit der Kirche. Sie verfügte über 31 Register auf zwei Manualen und Pedal. Nach der Neuerrichtung der Kirche erhielt sie als Interimslösung die alte Orgel aus dem oberen Schloss, wahrscheinlich ein Werk Trampelis. Diese Lösung sollte in den 1840ern durch einen Neubau ersetzt werden, der jedoch erst 1881 durch eine Orgel mit 3 Manualen und 40 Registern aus der Werkstatt des Orgelbaumeisters Richard Kreutzbach aus Borna verwirklicht wurde.
1919 wurde das Instrument auf Betreiben von Richard Jung (ein Freund Max Regers) durch Gebrüder Bruno und Emil Jehmlich aus Dresden auf 58 Register erweitert und auf pneumatische Traktur umgestellt. 1932 und 1942 wurden noch kleinere Dispositionsänderungen vorgenommen. 1980 erfolgten durch Hartmut Schüßler aus Greiz weitere geringe klangliche Veränderungen. Dieser baute außerdem einen neuen, fahrbaren Laukhuff-Spieltisch ein und stellte die Traktur auf Elektropneumatik um.

### Sanierung
Bereits 1999 wurde in einem Gutachten ein umfassender Sanierungsbedarf an der Orgel festgestellt. Zuletzt waren nicht einmal mehr 30 der 58 Register uneingeschränkt spielbar, was hauptsächlich auf undichte und fehlende Pfeifen, schadhafte Relais sowie eine unzureichende Windversorgung zurückzuführen war. Außerdem zog sich Schimmelbefall durch das Instrument. Deshalb sollte die Orgel umfassend restauriert werden mit dem Ziel, ihr ihren „romantischen Klangcharakter“ zurückzugeben, da die seit 1945 vorgenommenen klanglichen Umbauten nur bedingt mit dem musikhistorischen Kontext der Orgel übereinstimmen.
Die Sanierung der Orgel wurde 2021 bis 2022 von Freiburger Orgelbau Hartwig und Tilmann Späth ausgeführt. Dabei wurde nicht nur die Elektrik und Mechanik der Orgel umfassend erneuert, sondern auch die Disposition von 1919 wiederhergestellt. Zwei Register wurden dafür rekonstruiert, die Orgel umfasst seitdem 3840 Pfeifen. Die elektro-pneumatische Spieltraktur sowie die Schleifladen im Pedal und die Kegelladen im Manual wurden beibehalten. Weiterhin wurde eine komplett neue Windversorgung mit Gebläse, Windkanälen und Blasebalg eingebaut sowie der Schwellermotor repariert.
Die Optik der Orgel wurde bei der Restaurierung, abgesehen von der Instandsetzung des Orgelgehäuses, größtenteils bewahrt. Komplett neu gebaut wurde jedoch der auf der Empore frei bewegliche Spieltisch. Sein Gehäuse greift den romantischen Stil Kreutzbachs und klassizistische Elemente des Orgelgehäuses auf. Der Spieltisch umfasst eine per Touch-Display steuerbare Setzeranlage für die elektro-pneumatische Registriertraktur.

### Disposition
Die Orgel verfügt über 58 klingende Register, zwei Transmissionen, zwei Oktavauszüge und ein Register mit Kanzellentremulant. Diese verteilen sich auf drei Manuale und Pedal. Der Stimmton liegt bei 440 Hz. Die Disposition lautet seit 2022 wie folgt:
| I Hauptwerk C–a3 |                  |       |
| 1.               | Prinzipal        | 16′   |
| 2.               | Prinzipal        | 08′   |
| 3.               | Gamba            | 08′   |
| 4.               | Flûte harmonique | 08′   |
| 5.               | Bordun           | 08′   |
| 6.               | Gemshorn         | 08′   |
| 7.               | Dolce            | 08′   |
| 8.               | Oktave           | 04′   |
| 9.               | Rohrflöte        | 04′   |
| 10.              | Quinte           | 2 ⁄3′ |
| 11.              | Oktave           | 02′   |
| 12.              | Cornet III–IV    | 2 ⁄3′ |
| 13.              | Mixtur IV        | 02′   |
| 14.              | Trompete         | 08′   |
| 15.              | Trompete         | 04′   |

| II Oberwerk C–a3 |                |       |
| 16.              | Bordun         | 16′   |
| 17.              | Prinzipal      | 08′   |
| 18.              | Hohlflöte      | 08′   |
| 19.              | Viola          | 08′   |
| 20.              | Salicional     | 08′   |
| 21.              | Quintatön      | 08′   |
| 22.              | Rohrflöte      | 08′   |
| 23.              | Zartflöte      | 08′   |
|                  | Schwebeflöte 1 | 08′   |
| 24.              | Oktave         | 04′   |
| 25.              | Salicet        | 04′   |
| 26.              | Quinte         | 2 ⁄3′ |
| 27.              | Waldflöte      | 02′   |
| 28.              | Mixtur III–IV  | 1 ⁄3′ |
| 29.              | Clarinette     | 08′   |

| III Schwellwerk C–a3 |                          |        |
| 30.                  | Lieblich Gedackt         | 16′    |
| 31.                  | Dolce                    | 16′    |
| 32.                  | Geigenprinzipal          | 08′    |
| 33.                  | Konzertflöte             | 08′    |
|                      | Gedackt 2                | 08′    |
|                      | Violine 3                | 08′    |
| 34.                  | Fernflöte                | 08′    |
| 35.                  | Aeoline                  | 08′    |
| 36.                  | Vox coelestis            | 08′    |
| 37.                  | Viola                    | 04′    |
| 38.                  | Gemshorn                 | 04′    |
| 39.                  | Traversflöte             | 04′    |
| 40.                  | Rohrquinte               | 2 ⁄3′  |
| 41.                  | Violine                  | 02′    |
| 42.                  | Terz                     | 1 3⁄5′ |
| 43.                  | Sifflöte                 | 01′    |
| 44.                  | Harmonia aetherea III–IV | 02′    |
| 45.                  | Trompete harmonique      | 08′    |
| 46.                  | Oboe                     | 08′    |
|                      | Tremulant                |        |

| Pedal C–f1 |               |         |
| 47.        | Untersatz     | 32′     |
| 48.        | Prinzipalbass | 16′     |
| 49.        | Violin        | 16′     |
| 50.        | Subbass       | 16′     |
|            | Gedacktbass 4 | 16′     |
|            | Dolcebass 5   | 16′     |
| 51.        | Quintbass     | 10 2⁄3′ |
| 52.        | Prinzipalbass | 08′     |
| 53.        | Violoncello   | 08′     |
| 54.        | Gedacktbass   | 08′     |
| 55.        | Oktavbass     | 04′     |
| 56.        | Posaune       | 16′     |
| 57.        | Trompete      | 08′     |
| 58.        | Clarine       | 04′     |

| I Hauptwerk C–a3 |              |        |
| 1.               | Principal    | 16′    |
| 2.               | Principal    | 08′    |
| 3.               | Gamba        | 08′    |
| 4.               | Gemshorn     | 08′    |
| 5.               | Dulciana     | 08′    |
| 6.               | Flute harm.  | 08′    |
| 7.               | Bordun       | 08′    |
| 8.               | Oktave       | 04′    |
| 9.               | Rohrflöte    | 04′    |
| 10.              | Quinte       | 02 ⁄3′ |
| 11.              | Oktave       | 02'    |
| 12.              | Mixtur IV    |        |
| 13.              | Cornet III–V |        |
| 14.              | Trompete     | 08′    |
| 15.              | Trompete     | 04′    |

| II Oberwerk C–a3 |                 |        |
| 16.              | Principal       | 08′    |
| 17.              | Bordun          | 16′    |
| 18.              | Salicional      | 08′    |
| 19.              | Zartflöte       | 08′    |
|                  | Schwebeflöte    | 08′    |
| 20.              | Rohrflöte       | 08′    |
| 21.              | Quintatön       | 08′    |
| 22.              | Oktave          | 04′    |
| 23.              | Blockflöte      | 04′    |
| 24.              | Salicet         | 04′    |
| 25.              | Waldflöte       | 02′    |
| 26.              | Schweizerpfeife | 02′    |
| 27.              | Superquinte     | 01 ⁄3' |
| 28.              | Cymbel III      |        |
| 29.              | Oboe            | 08′    |

| III Schwellwerk C–a3 |                 |         |
| 30.                  | Gedackt         | 16′     |
| 31.                  | Dolce           | 16′     |
| 32.                  | Geigenprinzipal | 08′     |
| 33.                  | Konzertflöte    | 08′     |
| 34.                  | Violine         | 08′     |
| 35.                  | Fernflöte       | 08′     |
| 36.                  | Violine         | 04′     |
| 37.                  | Aeoline         | 08′     |
| 38.                  | Vox coelestis   | 08′     |
| 39.                  | Gemshorn        | 04′     |
| 40.                  | Traversflöte    | 04′     |
| 41.                  | Piccolo         | 02′     |
| 42.                  | Rohrquinte      | 02 ⁄3′  |
| 43.                  | Terz            | 01 3⁄5′ |
| 44.                  | Sifflöte        | 01′     |
| 45.                  | Echomixtur III  |         |
| 46.                  | Clarinette      | 08′     |
| 47.                  | Trompete harm.  | 08′     |

| Pedal C–f1 |                 |     |
| 48.        | Untersatz       | 32′ |
| 49.        | Prinzipalbass   | 16′ |
| 50.        | Violin          | 16′ |
| 51.        | Subbass         | 16′ |
|            | Dolcebass       | 16′ |
|            | Gedacktbass     | 16′ |
|            | Violoncello     | 08′ |
| 52.        | Prinzipalbass   | 08′ |
| 53.        | Oktavbass       | 04′ |
| 54.        | Nachthorn       | 02′ |
| 55.        | Rauschpfeife II |     |
| 56.        | Posaunenbass    | 16′ |
| 57.        | Trompetenbass   | 08′ |
| 58.        | Clarinbass      | 04′ |

## Stadtkantoren
- Bis zu seinem Ruhestand war KMD Siegfried Schadwill Kantor in Greiz.
- In den Jahren 2000 bis 2004 war Matthias Grünert, Stadt- und Kreiskantors an St. Marien. Er führte 2003 das gesamte Orgelwerk Bachs auf und initiierte die Greizer Bachwoche. 2004 wurde er der erste Kantor der wiederaufgebauten Dresdner Frauenkirche.
- Von 2005 bis 2012 war Oliver Scheffels Stadt- und Kreiskantor an St. Marien, zudem in den letzten Jahren Propsteikantor des Propstsprengels Gera-Weimar und Orgelsachverständiger der EKM.
- Seit 2013 ist Ralf Stiller Stadt- und Kreiskantor an St. Marien.

## Regelmäßige Veranstaltungen
Die Kirche ist neben ihrer religiösen Funktion für die Greizer Kirchgemeinde St. Marien auch ein kultureller Veranstaltungsort.
Zu den jährlich wiederkehrenden Veranstaltungen zählen:
- im Oktober: Musik- und Bibeltage in der Stadtkirche
- im November: Großer Herbstmarkt zum Buß- und Bettag
- im Dezember: Silvesterkonzert der Vogtland-Philharmonie in der Stadtkirche